# Klondike Fields
Klondike Fields ist eine Bergregion nahe der Stadt Dawson im Yukon im nordwestlichen Kanada. Die Region liegt in der Grenzzone zwischen Alaska und Yukon in Kanada am Klondike River, einem kleinen Fluss, der in Dawson von Nordosten in den Yukon River mündet. Auf den Klondike Fields wurde 1897 Gold gefunden. Dies löste den größten Goldrausch in der Geschichte Amerikas aus. Zur Erinnerung daran gibt es in Seattle und Skagway den Klondike Gold Rush National Historical Park.

## Etymologie
Der Name „Klondike“ entwickelte sich aus Bezeichnungen der ansässigen Athabasken-Stämme aus der sprachlichen Untergruppe Kutchin-Han, dem hänischen Tr'ondëk beziehungsweise dem Gwich’in-Wort Throndiuk (gelesen Thron-diuck) für den Klondike River.
Die frühen Goldsucher fanden es zu schwierig, das Wort der First Nations korrekt auszusprechen, so dass „Klondike“ das Ergebnis einer Verballhornung ist.

## Der Klondike-Goldrausch
Die Klondike Fields befanden sich nicht direkt am Klondike River, sondern insbesondere an den südlich davon gelegenen Nebenarmen und Tälern des Flusses. Gold wurde unter anderem am Bonanza Creek gefunden, was den Goldrausch auslöste.
Der Klondike River fließt im Allgemeinen in westlicher Richtung. Die goldführenden Bäche (englisch Creek), in denen die reichsten Funde gemacht wurden, strömen ihm aus den südlich davon gelegenen Höhenzügen zu. Rund zweieinhalb Meilen vom Zusammenfluss des Yukon mit dem Klondike verläuft der „Bonanza Creek“, der mehrere kleine Bäche in sich aufnimmt darunter den „Eldorado Creek“, den „Gold Bottom Creek“ und den „Adams Creek“. Weiter östlich der Einmündung des Bonanza Creeks verläuft der „Bear Creek“, der auch ein paar kleine Zuflüsse hat, sowie der „Hunker Creek“. Es folgt der „Too Much Gold Creek“. Im gesamten Bereich dieser Bäche gab es die größten Goldfunde. Auch in den Zuflüssen des Indian River, die in den gleichen Bergen entspringen, wurde Gold gefunden.
Im Zuge des Goldrausches gründete Joseph Francis Ladue (28. Juli 1855–27. Juni 1901) am Zusammenfluss des Klondike mit dem Yukon die Stadt Dawson. Er lebte dort für fünfzehn Jahre lang und besaß am Ende dreizehn der besten Claims in den Klondike Fields sowie 173 Morgen Land in Dawson City.

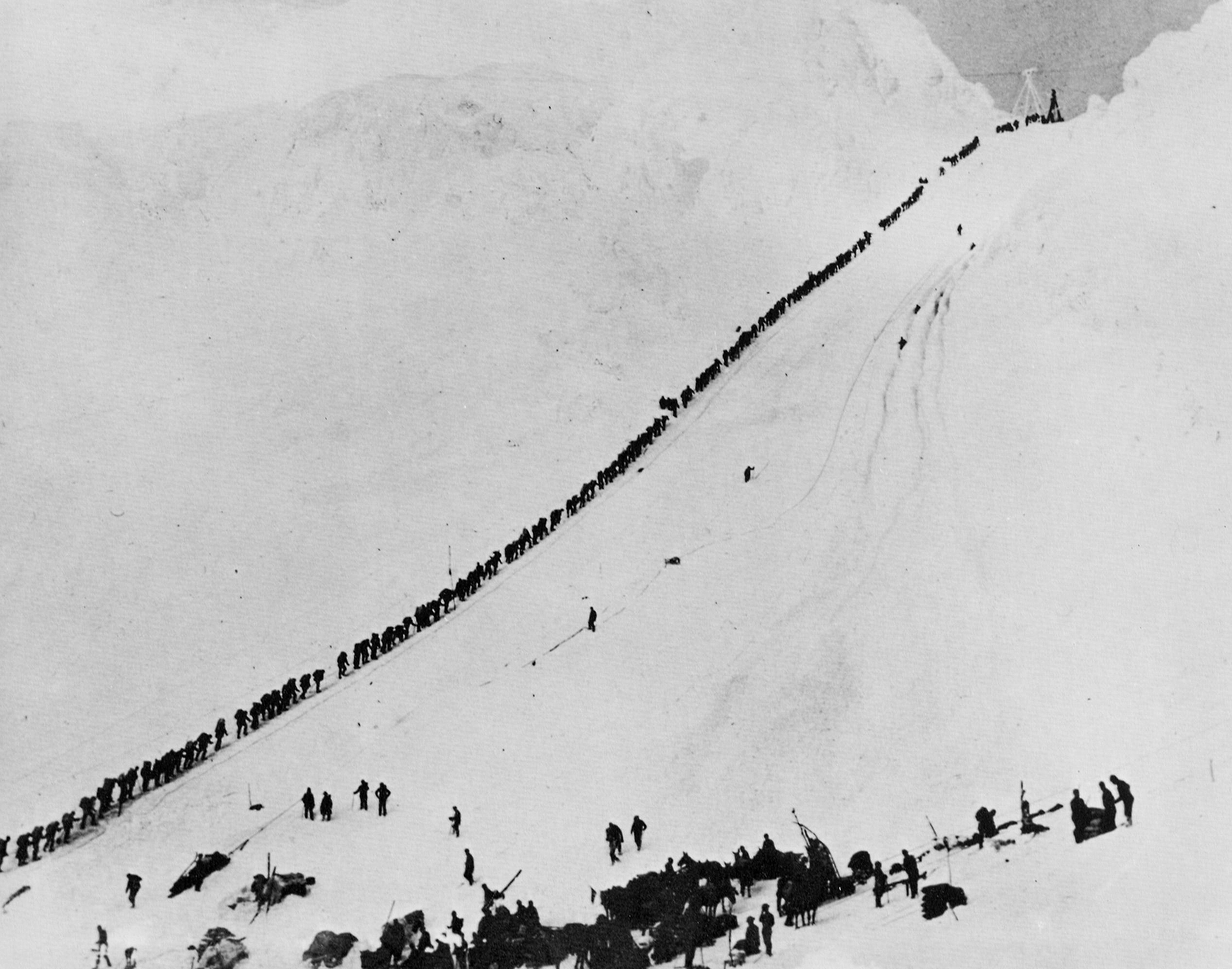
Goldsucher am Chilkoot Pass auf dem Weg nach Klondike
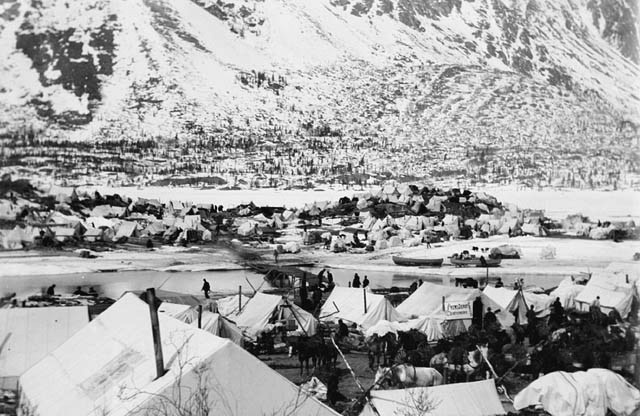
Klondike am Yukon
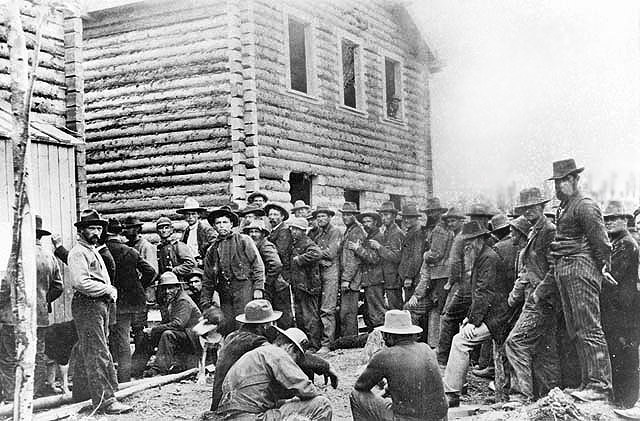
Warteschlange bei der Registrierung
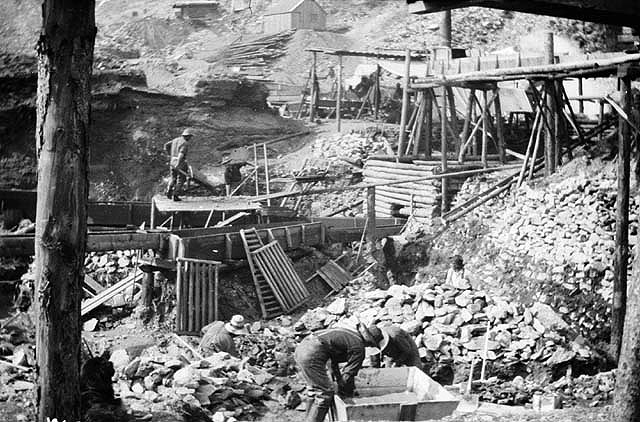
Mine
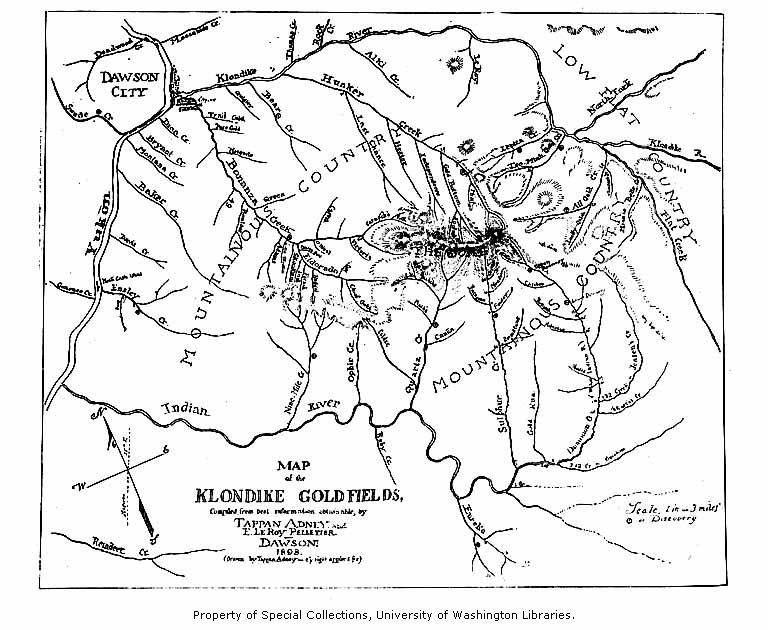
Karte der Klondike Goldfields, 1898